# C-Stefan Ahlenius
C-Stefan Ahlenius, född 1963 i Mexico City, är en svensk skulptör. 
C-Stefan Ahlenius utbildade sig i skulptur på Konstfack 1982-87. Han arbetar i minimalistisk och i konceptuell anda.

## Offentliga verk i urval
- Reptrick, Ballingsnässkolan i Huddinge, 2006
- Lekfulla tillägg, Danderyds sjukhus avdelning 59, 2006
- Dukat bord, fontän. Artursberg i Södertälje, 2004
- Björkslinga, Alby Äng i Botkyrka, 2004
- Otyglad slinga, fontänrelief. Lindgården i Sundsvall, 2002
- Grenverk S, Sankt Görans sjukhus byggnad 03 i Stockholm, 1998
- Trädtempel, lekskulptur, Tullgårdsskolan i Stockholm, 1995
- Eldslågor, Kungsbergsskolan i Linköping, 1992